# Rebelión malgache
La Rebelión malgache o la revuelta de Madagascar fue una rebelión colonial contra la presencia francesa en la isla por nacionalistas locales entre 1947-1948. Empezó en la ciudad de Moramanga. El gobierno francés, encabezado por Paul Ramadier, le sometió violentamente, costando una gran cantidad de vidas, fuentes de las autoridades francesas del momento las estimaron en 40.000 a 80.000 muertos más 80.000 desplazados de la zona de combate, mientras que un informe de Pierre de Chevigné concluyó que los desplazados no pudieron de hecho huir y murieron 80.000 a 90.000 locales. Las estimaciones modernas son más moderadas, entre 30.000 y 40.000 víctimas. La isla lograría ser autónoma en 1958. Posteriormente en 1960 se independizó, teniendo que enfrentar la rebelión del MNIM, una organización izquierdista que llegó a agrupar 1.000 a 6.000 guerrilleros que operaron en el sur del país durante 1971.

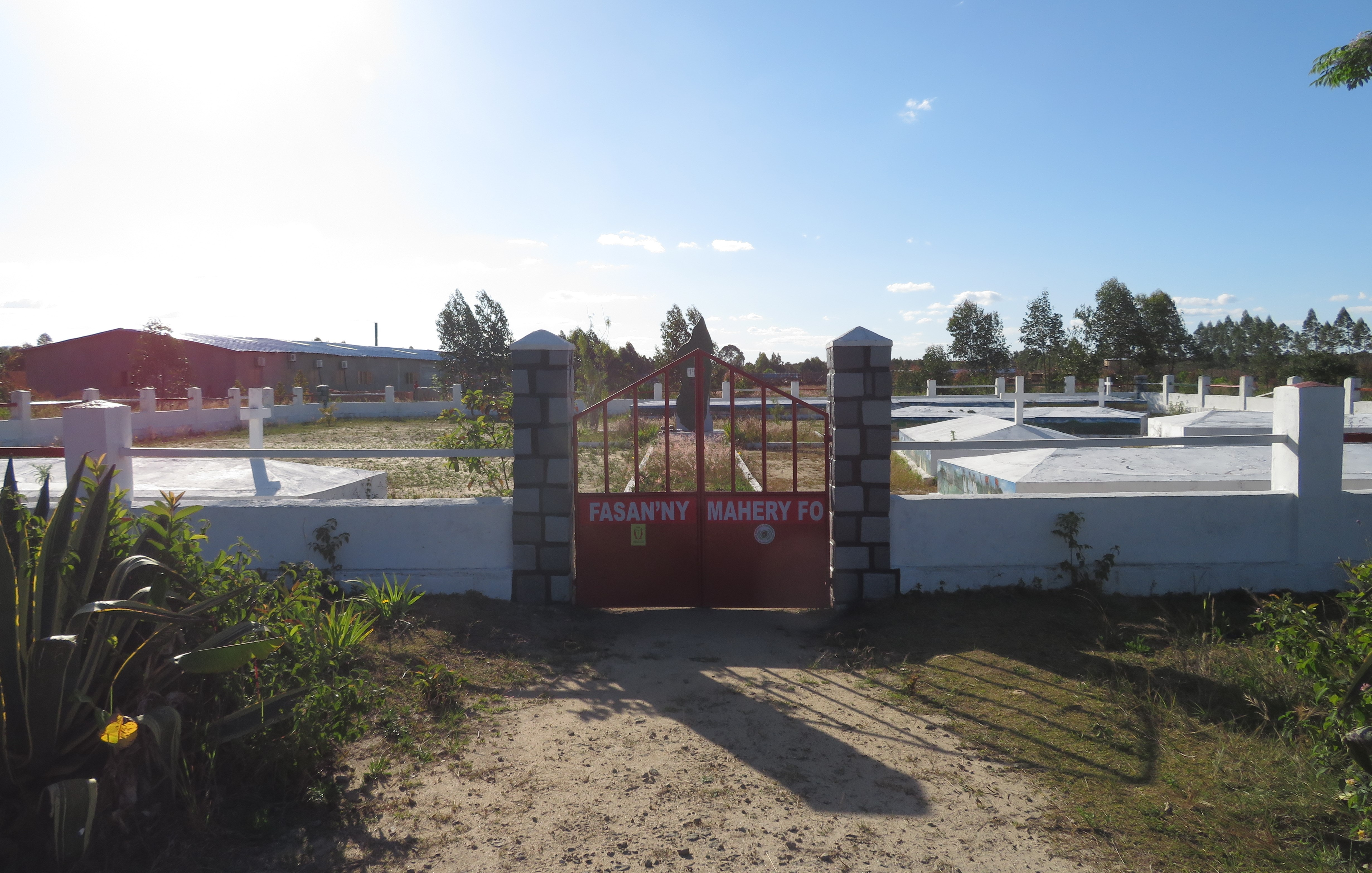
Monumento en Moramanga

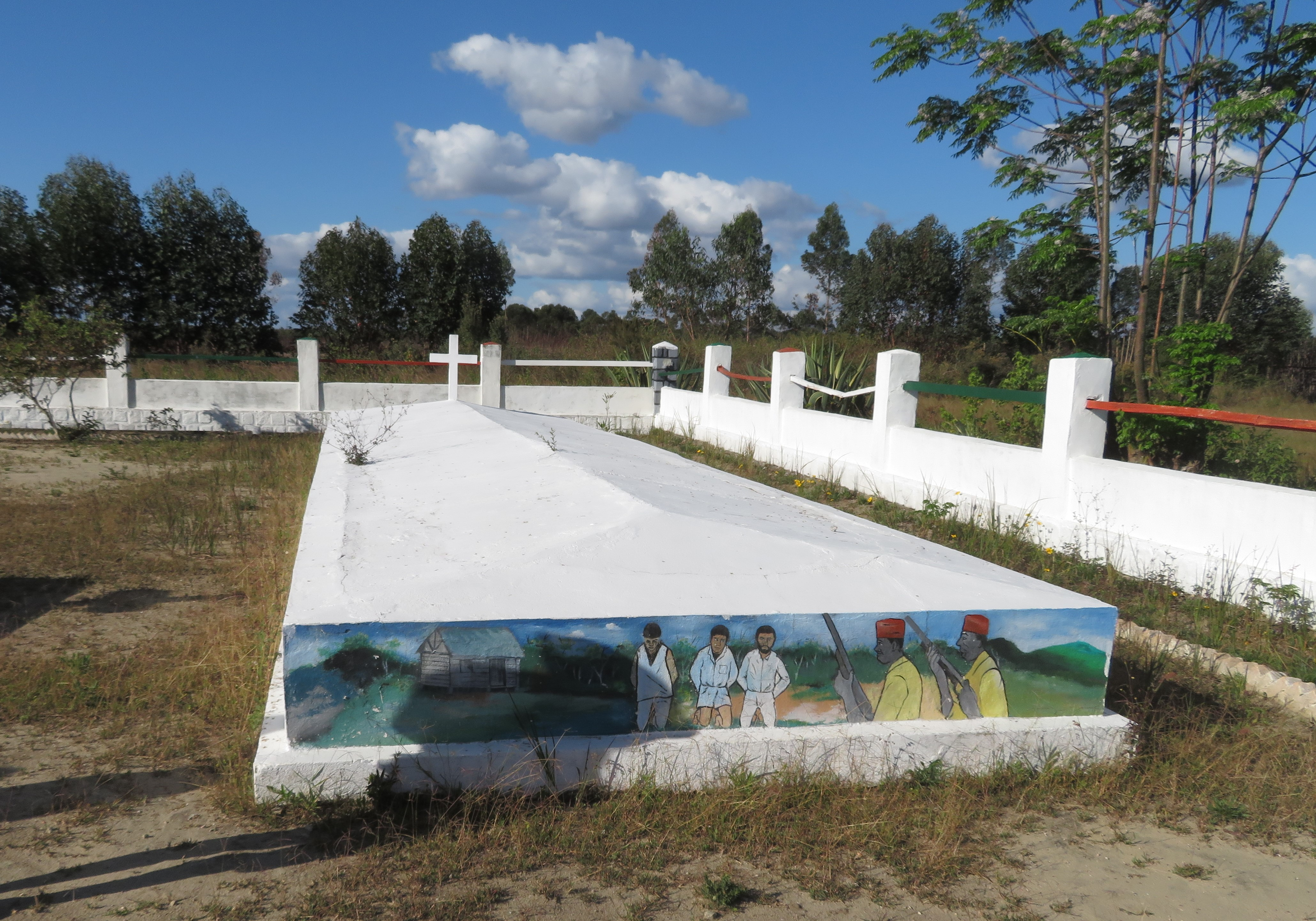
Monumento y cementerio en Moramanga

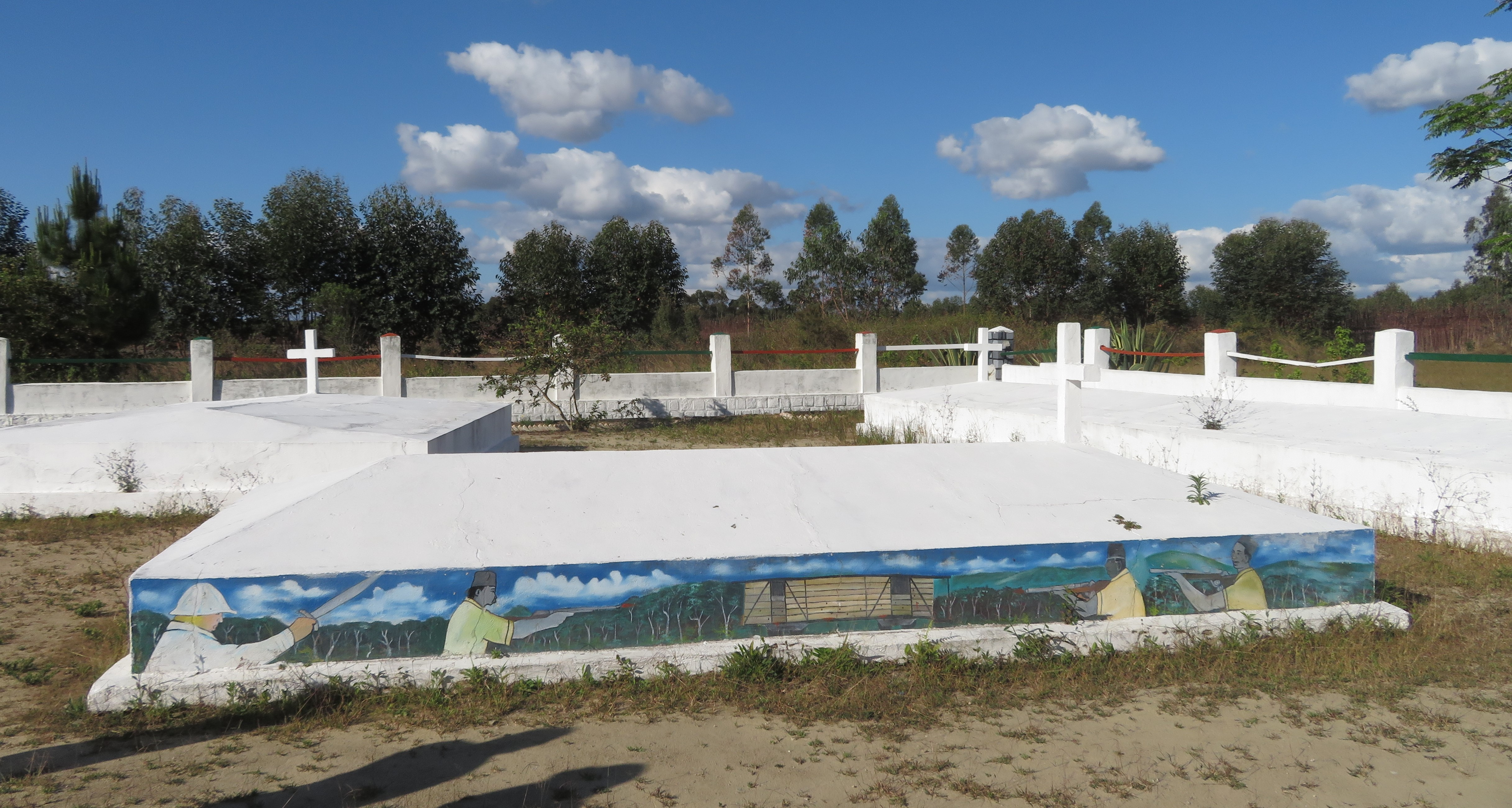
Monumento y cementerio en Moramanga